# Атаиха
Атаиха — деревня в Опочецком районе Псковской области. Входит в состав Болгатовской волости
Численность населения по оценке на конец 2000 года составляла 6 человек, на 2011 год — 2 человека.

## География
Деревня находится в юго-западной части Псковской области, в зоне хвойно-широколиственных лесов, к северу от автодороги 58К-229, на берегу реки Шесть, в 35 км к северо-востоку от города Опочка и в 9 км к северо-востоку от деревни Болгатово.

### Климат
Климат характеризуется как умеренно континентальный, влажный. Средняя многолетняя температура самого холодного месяца (января) составляет −7,3 °С (абсолютный минимум — −42 °C), средняя температура самого тёплого (июля) — 18°С (абсолютный максимум — 36 °C). Продолжительность безморозного периода составляет в среднем 137 дней. Среднегодовое количество осадков — 562 мм, из которых 405 мм выпадает в период с апреля по октябрь.

## Население
| 2001 | 2002 | 2010 | 2013 | 2014 | 2015 |
| ---- | ---- | ---- | ---- | ---- | ---- |
| 6    | ↘2   | ↘0   | →0   | →0   | →0   |
| 2016 |      |      |      |      |      |
| →0   |      |      |      |      |      |

Согласно результатам переписи 2002 года, в национальной структуре населения русские составляли 100 %.